# Hofstatt (Einkaufspassage)
Die Hofstatt ist eine 2013 eröffnete Einkaufspassage in der Münchener Altstadt. Kern des Bauwerks ist das ehemalige Gelände des Süddeutschen Verlages, dessen historischer Redaktionsbau von Architekt Max Littmann an der Sendlinger Straße und dessen in Backstein gehaltener Druckereibau Teil des Projektes sind.
Unter dem Namen Hofstatt, der von einer Stichstraße stammt, wurde fast der gesamte Straßenblock zwischen Sendlinger Straße, Färbergraben, Hotterstraße und Hackenstraße entwickelt. Er umfasst neben den Gewerbebauten auch Wohnbebauung an der Hotter- und Hackenstraße und gruppiert sich um mehrere Innenhöfe.

## Einkaufspassage
Die Hofstatt eröffnete im April 2013 auf einem Areal zwischen Sendlinger Straße, Hackenstraße und Färbergraben. Sie umfasst auf 15.500 m² Mode- und Einrichtungsgeschäfte sowie gastronomische Betriebe und auf 18.000 m² Büroflächen sowie 69 Wohnungen. Ähnlich wie andere Einkaufspassagen (beispielsweise Fünf Höfe, Stachus-Passage oder Kaufingertor-Passage) liegt sie in der Nähe von zentralen Münchner Nahverkehrsmittel-Knotenpunkten zwischen Marienplatz und Sendlinger Tor.

## Architektur
Die dreiarmige Einkaufspassage verbindet 2013 fertiggestellte Neubauten von Marcel Meili mit teilweise denkmalgeschütztem Altbestand. So wurde die 1905/06 von Max Littmann entworfene Fassade des 1945–2008 als Redaktionsgebäude der Süddeutschen Zeitung genutzten und anschließend komplett entkernten Gebäudes integriert. Einen zentralen Punkt bildet der „Lichthof“, der seinen Namen einer Glaskuppel verdankt, die bereits das Druckereigebäude der Süddeutschen Zeitung überdachte. An den geschwungenen Passagengängen finden sich aus gebogenen Glasscheiben gefertigte Schaufenster.
Die zuvor nicht zugänglichen Innenhöfe des Areals sind seit der Neueröffnung für die Öffentlichkeit freigegeben.
In den Obergeschossen der Gewerbebauten sind Büros eingerichtet. Mit der Einkaufspassage wurden auf dem Grundstück, aber in gesonderten Bauten zur Straße Hofstatt und Ecke Färbergraben, auch Wohnungen errichtet.

## Wirtschaftliches
Der Bau wurde von der Immobilientochter der Landesbank Baden-Württemberg und dem amerikanischen Immobilienunternehmen Hines Interests Limited Partnership errichtet und nach der Eröffnung Ende 2013 von der Quantum Immobilien AG erworben, die es seitdem vermarktet und als Eigentümervertreter agiert. Als Kaufpreis gelten rund 400 Millionen Euro.
Der ursprünglich anvisierte Fertigstellungstermin Ende 2010 konnte unter anderem aufgrund der Beseitigung von Altlasten (Rückstände der früheren Druckerei der Süddeutschen Zeitung) sowie Finanzierungsfragen nicht gehalten werden.
Ankermieter war bis zur Aufgabe der Filiale im Januar 2021 Abercrombie & Fitch.
Im Oktober 2019 eröffnete EDEKA einen Supermarkt mit fast 1500 m² Verkaufsfläche und tritt damit als weiterer Ankermieter auf.

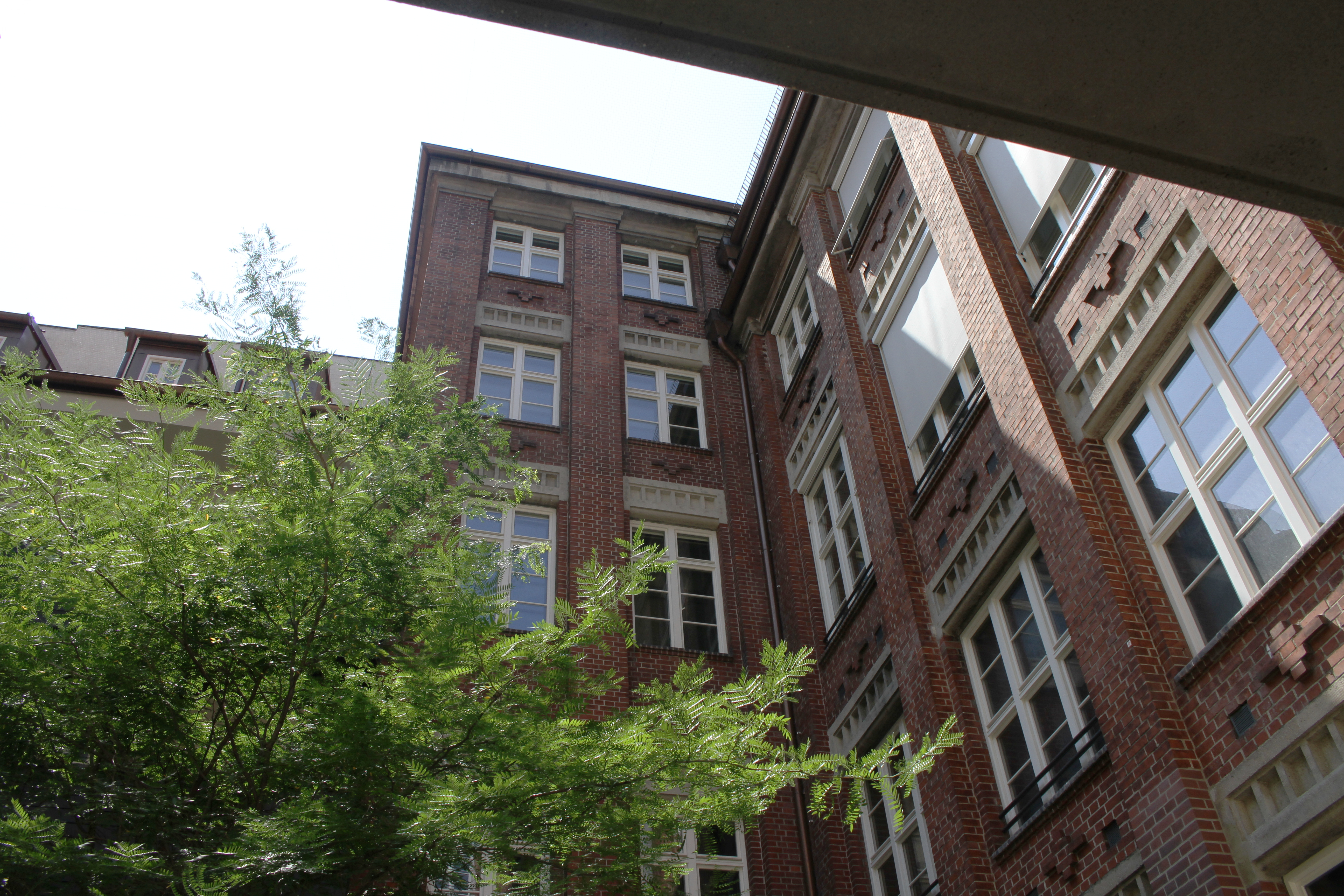
Innenhof des historischen Druckereigebäudes
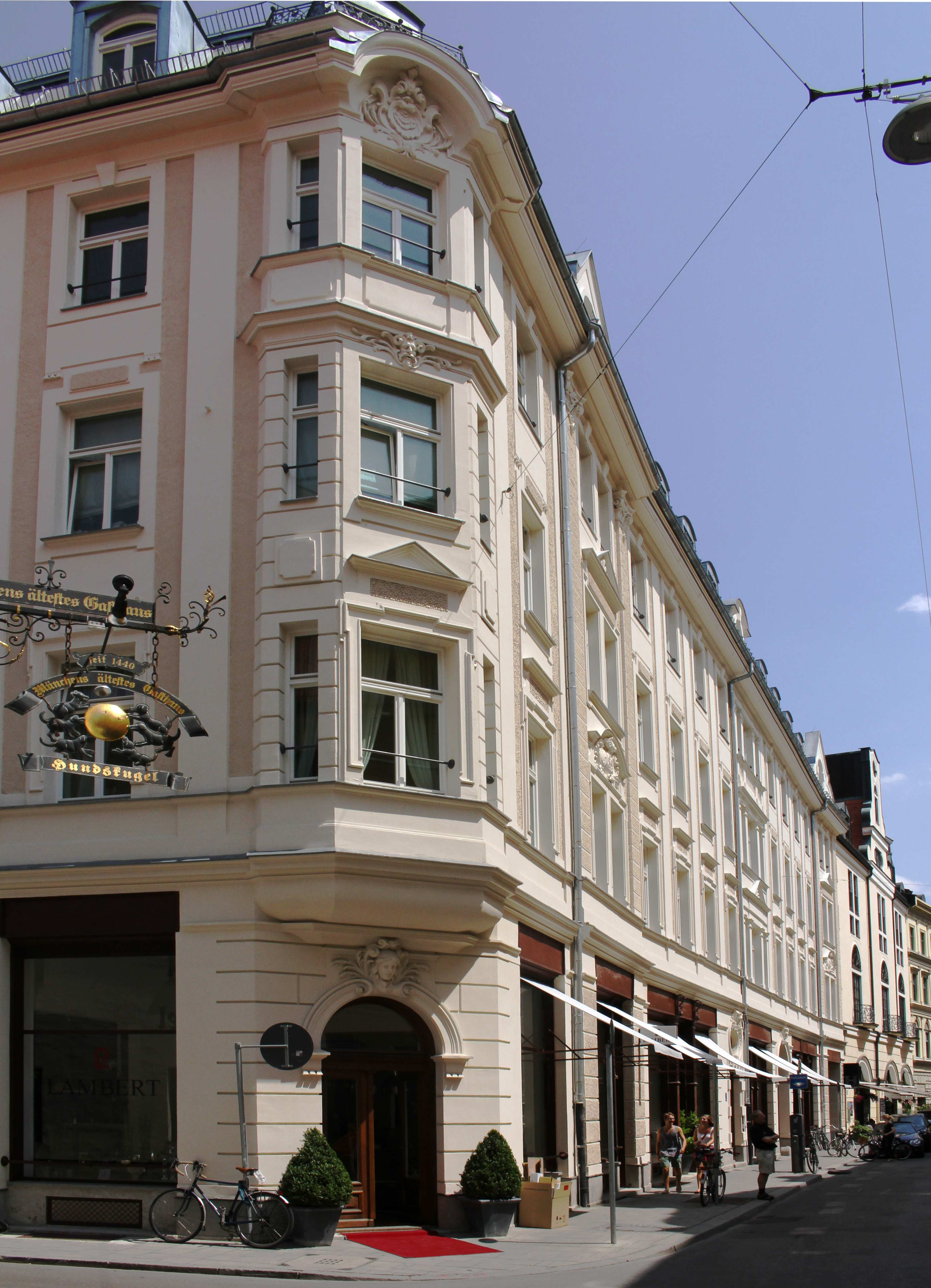
Restaurierter Altbau an der Hackenstraße mit Einzelhandel und Wohnungen
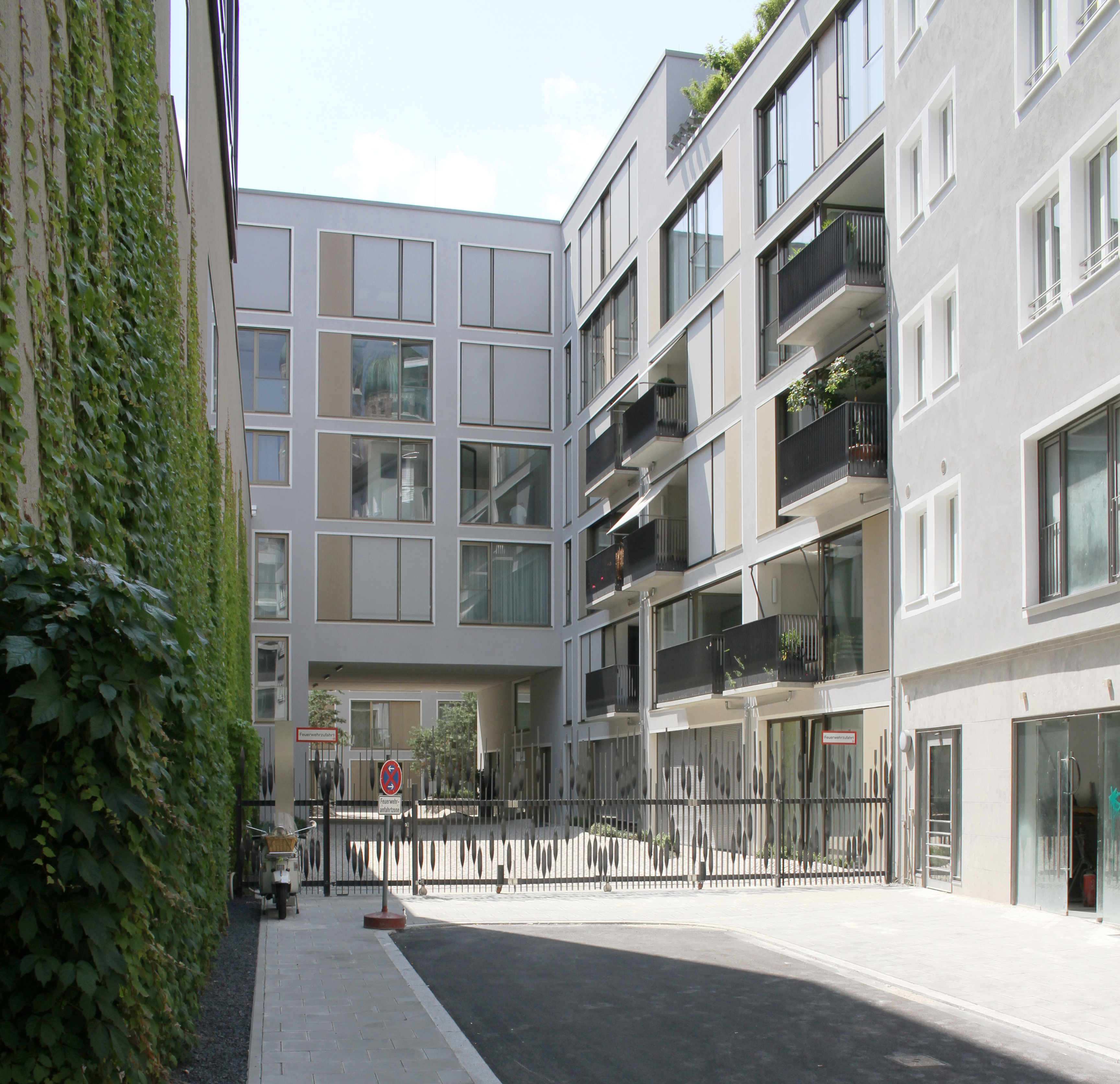
Stichstraße Hofstatt mit Wohnbauten
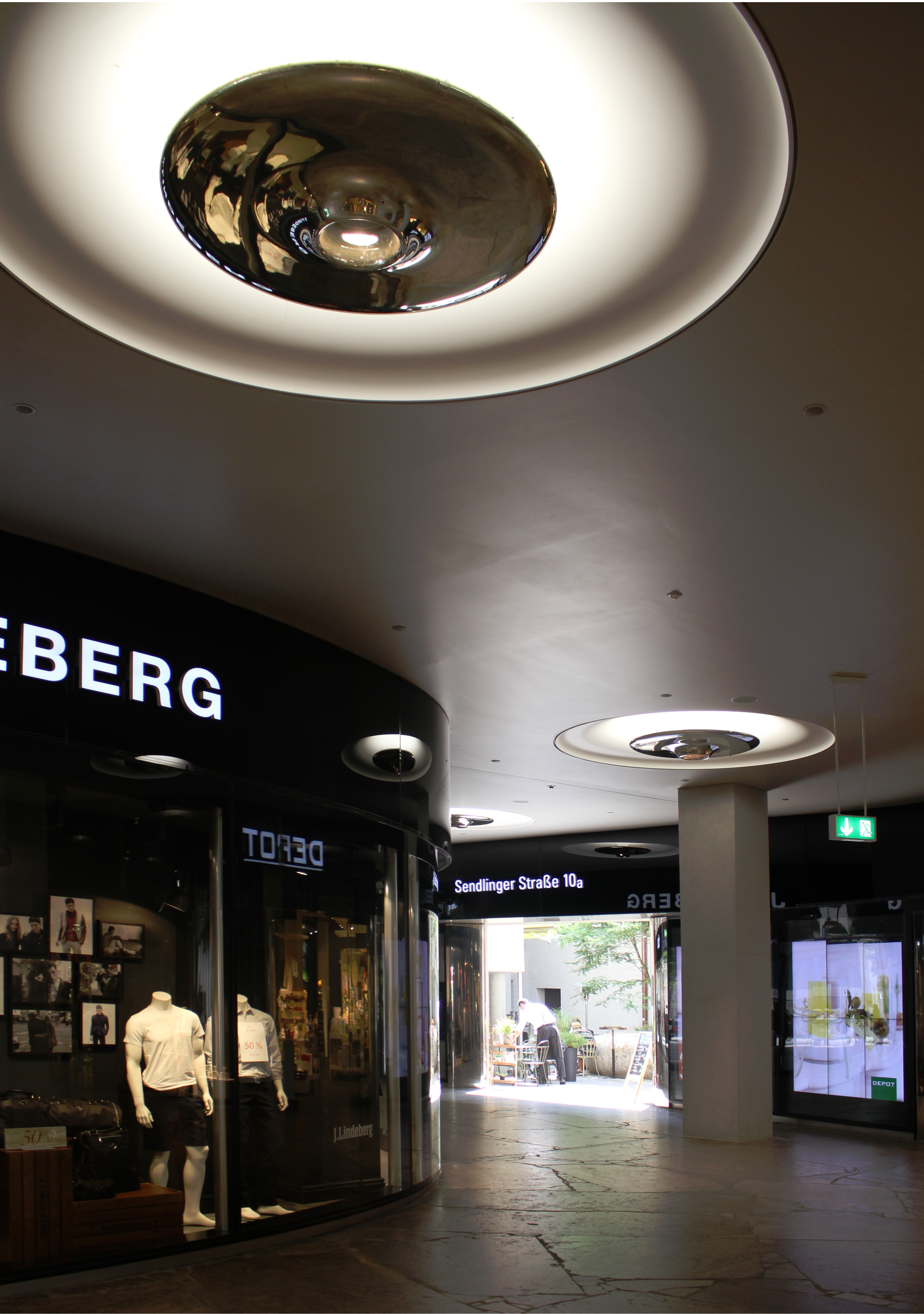
Gestaltung der Einkaufspassage